# Foresta secca zambesiana a Cryptosepalum
La foresta secca zambesiana a Cryptosepalum è un'ecoregione dell'ecozona afrotropicale, definita dal WWF (codice ecoregione: AT0203), situata tra Zambia e Angola.

## Territorio
La foresta è situata sulle ondulate colline di suolo sabbioso drenate dal fiume Kabompo, nella parte settentrionale del Barotseland, nello Zambia occidentale, prolungandosi per un breve tratto entro il confine dell'Angola. La prateria dello Zambesi occidentale separa tra loro le varie enclaves di foresta. La pianura alluvionale barotse, parte dell'ecoregione delle praterie inondabili dello Zambesi, si estende a sud-ovest. I boschi di miombo dello Zambesi centrale e i boschi di miombo angolani si sviluppano sui suoli più fertili situati, rispettivamente, ad est e ad ovest. L'ecoregione è situata ad un'altitudine compresa tra i 1100 e i 1200 m. Il clima è quello tropicale di savana, con temperature medie che oscillano tra i 20 e i 22 °C e precipitazioni annue di 800–1200 mm. Ha tre stagioni: una stagione secca e calda tra agosto e ottobre, una stagione secca e umida tra novembre e aprile, e una stagione fredda e secca tra maggio e luglio.

## Flora
Questa ecoregione costituisce l'area più estesa di foresta tropicale sempreverde al di fuori della zona equatoriale. La specie dominante è il mavunda, Cryptosepalum exfoliatum pseudotaxus (Leguminosae), che cresce su un suolo povero e sabbioso. L'altezza della foresta non supera generalmente i 25 m, e la sua struttura è più semplice di quella della foresta ombrofila. Le piante erbacee sono scarse; il suolo, nelle zone dove è più compatto, è ricoperto di muschi.

## Fauna
Le foreste sono la dimora di una grande varietà di fauna selvatica, compresi ungulati come il cefalofo dorso giallo (Cephalophus silvicultor), il cefalofo azzurro (Philantomba monticola) e i loro predatori, nonché di altre specie come il potamochero (Potamochoerus larvatus). Le uniche due specie endemiche sono un mammifero, il topo dei prati striato di Rosevear (Lemniscomys roseveari), e un uccello, il barbettino pettobianco (Pogoniulus makawai). Tuttavia, quest'ultimo non viene più avvistato dal 1964, e potrebbe trattarsi semplicemente di una variante della più comune e diffusa barbatula groppone giallo (Pogoniulus bilineatus).
Le foreste sono particolarmente ricche di avifauna, con quasi 400 specie individuate, tra cui: la Guttera pucherani edouardi, sottospecie della faraona crestata orientale, il cuculo codalunga olivaceo (Cercococcyx olivinus), il turaco di Ross (Musophaga rossae), il bulverde di Cabanis (Phyllastrephus cabanisi), l'averla cuculo golaviola (Campephaga quiscalina), il batis di Boulton (Batis margaritae), il pigliamosche crestato dorsoblu (Trochocercus cyanomelas), il drongo codaquadra (Dicrurus ludwigii), l'averla di macchia frontenera (Chlorophoneus nigrifrons), l'averla di Perrin (Telophorus viridis), la nettarinia oliva orientale (Cyanomitra olivacea), il tessitore di foresta (Ploceus bicolor) e l'estrilda codanera (Estrilda perreini).
Sono presenti molte specie di rettili e anfibi tipiche dell'Africa tropicale e australe, ma nessuna di esse è endemica della regione.

## Conservazione
Queste foreste secche crescono su uno sterile suolo sabbioso con poca acqua superficiale e sono di conseguenza poco adatte all'insediamento umano e quasi indisturbate, fatta eccezione per i bracconieri.
Sono necessari ulteriori studi sulla flora e la fauna della regione. Nei suoi confini è situata un'area protetta, il remoto parco nazionale di West Lunga, nello Zambia.